# 川田正子
川田 正子（かわだ まさこ、1934年7月12日 - 2006年1月22日）は、日本の童謡歌手。幼少期より児童合唱団音羽ゆりかご会に所属し、童謡作曲家の海沼實（のちに継父となる）に師事して才能を開花させた。童謡や唱歌を数多く歌唱し、戦中から戦後にかけて日本の童謡界の代表的歌手として一世を風靡した。

## 生涯
- 1934年7月12日、東京市大森区に生まれる。
- 1942年、妹の川田孝子とともに音羽ゆりかご会に入会し、同会の会長で童謡作曲家の海沼實に師事する。
- 1943年、関東児童唱歌コンクールで「兵隊さんの汽車」を歌い、2位に入賞。
- 1945年、紅白歌合戦の前身「紅白音楽試合」に出場。
- 1947年、変声期にさしかかったため師匠海沼實の勧めで歌手を引退。この際、娘を気遣った母・須摩子の提案で表向きは「進学のため」と引退理由を説明した（ニュース映画「日本ニュース 戦後編 第87号」にて私は今年の春、女学校へ上がったことと、そして今度大人の音楽を勉強するために、大事な大事な童謡とお別れすることになりましたと発言している）。
- 1953年、東洋英和女学院高等部卒業。
  - その後、武蔵野音楽大学声楽科に進学。卒業後、恩師海沼實に音羽ゆりかご会世田谷支部を任されて指導者に転向。その後、成人童謡歌手としても復帰する。
- 1958年、結婚。
- 1979年、母・須摩子が病に倒れると、音羽ゆりかご会の主力メンバーを引き抜いて、新たに森の木児童合唱団を創立。
- 1983年、虎ノ門ホールで、歌の道40周年コンサートを開催。
- 1985年7月1日、日本コロムビアで久々となるオリジナルの新曲「似合わない」「花言葉あげます」（2曲共に作詞：丘灯至夫、作曲：渡辺岳夫）を吹き込み、同年10月1日に発売する[1]（A面「花言葉あげます」B面「似合わない」規格品番：AH-655）。
- 1987年、中野サンプラザホールで歌の道45周年コンサートを開催。
- 1991年6月、日本童謡協会より童謡賞特別賞を受賞する。
- 1993年、東京のNHKホールで川田正子50周年記念コンサートを開催。
- 1996年、東京のNHKホールで歌の道55周年記念コンサートを開催。
- 2001年、東京のNHKホールで歌の道60周年記念コンサートを開催。
- 2006年1月22日前日の長崎県五島市福江で開催された「子守唄と童謡コンサート」を最期の出演として、夜、入浴中に意識を失い、東京都世田谷区内の病院に搬送されたものの、そのまま息を引き取った。“童謡一筋”の生涯を閉じる。71歳没(享年72歳)。

## その他
- エルムレコードから発売された童謡レコードや、エー・アール・シーから発売されている童謡CDなどに、「川田正子とシンギング・バンビーナ」が歌手クレジットされている曲がある。

## 代表曲
- かわいい魚屋さん
- 兵隊さんの汽車（「汽車ポッポ」の原曲）
- 里の秋（1945年）
- みかんの花咲く丘（1946年）
- とんがり帽子（1947年）NHKラジオ『鐘の鳴る丘』の主題歌[2]

## 演じた女優
- 石井心愛 - 『紅白が生まれた日』(2015年、NHK)

## 関連書籍
- 海沼実著 『海沼實の生涯』ノースランド出版 2009年4月25日
- 海沼実著 『童謡 心に残る歌とその時代』NHK出版 2003年3月25日